# Chaja Ruchel Goldstein
Chaja Ruchel Goldstein (Rypin, Polen, 2 juli 1908 – Netanya, Israël, 27 januari 1999) was een in Polen geboren Nederlandse danseres en zangeres.

## Levensloop
Goldstein was de dochter van Jacob Schyja Goldstein en Laja Bromberger en werd geboren in een joods getto in Rypin.
Op tienjarige leeftijd verhuisde het gezin naar Berlijn. Goldstein begon met optreden in 1931. Ze zong Jiddische liederen in een Joods theater en danste hierbij. Goldstein woonde samen met de Hongaarse kunstschilder György Kepes, maar had daarnaast ook een liefdesrelatie met de Nederlandse kunstenaar Weynand Grijzen. In 1937 trouwde ze met de Duitse cameraman en filmproducent Theo Güsten die ze in 1933 had leren kennen.

## Carrière
In oktober 1932, vanwege het opkomende nationaalsocialisme, verhuisde Goldstein vanuit Berlijn naar Amsterdam. Na 1933 kwamen meer zangers en dansers uit haar Berlijnse tijd, ook naar Amsterdam. In Amsterdam gaf Goldstein dans- en gymnastieklessen in haar eigen dansschool. Daarnaast trad ze op in theaters zoals het Amsterdam City Theater en het Kurhaus-paviljoentheater in Scheveningen. Met het balletgezelschap van Trudi Schoop maakte ze reizen voor optredens in de Verenigde Staten, Japan, Nederlands-Indië, Australië en Zuid-Afrika.
In juni 1936 vertrok ze naar Rotterdam, maar keerde in januari 1937 terug naar Amsterdam. Daar had inmiddels haar naaste Berlijnse collega Dora Gerson, na diverse omzwervingen, ook haar toevluchtsoord gevonden. Gerson gaf leiding aan het uit Berlijn stammende 'Ping-Pong', dat nu als exil-cabaret in Amsterdam voortgang vond en waarin Goldstein met diverse andere uit Duitsland gevluchte artiesten participeerde. Tevens maakte ze theatervoorstellingen met kinderen voor de Oost-Joodse Arbeiders Cultuurvereniging ‘Anski’.
Voor een joodse artieste als Goldstein betekende de Duitse invasie in mei 1940 een grote omslag in zowel persoonlijke als beroepsmatige zin. Ze kon niet meer optreden, maar dook niet onder, mogelijk in de hoop vanwege haar niet-joodse echtgenoot aan de greep van de Nazi's te ontkomen. In 1942 werd ze toch opgepakt en belandde op 4 augustus 1942 in doorgangskamp Westerbork. Daar trad ze op in het Westerborkcabaret van Max Ehrlich. Op wonderbaarlijke wijze lukte het, haar daar in 1943 weer uit te krijgen. Dat had mogelijk te maken met de Duitse zakelijke contacten die haar man had. Ook is er sprake van dat danspedagoge Sonia Gaskell en haar echtgenoot daarin een rol speelden. 
Na de oorlog waren de littekens van de Holocaust in Amsterdam duidelijk zichtbaar. Een groot deel van het joodse publiek (van Goldstein) was verdwenen, vermoord. Het deed Goldstein en haar man in 1948 besluiten naar New York te emigreren. Voor haar afscheidsoptreden in mei 1948 werd een programmaboekje samengesteld. De illustraties daarvoor waren afkomstig van Paul Citroen. Hij kende Goldstein al sinds haar komst naar Nederland - een Berlijns verleden hadden ze gemeenschappelijk. Citroen maakt een vijftal portretten van Goldstein; er zijn foto's, tekeningen en een olieverfschilderij van haar bekend.
Het verblijf in de Verenigde Staten werd een deceptie. Goldstein kon er niet goed aarden en werd er minder gewaardeerd. Na 1951 heeft ze niet meer opgetreden. Toen haar man ziek werd besloot het echtpaar in 1973 terug te keren naar Amsterdam. Theo Güsten overleed in 1978, waarna Goldstein steeds meer geïsoleerd raakte, eenzaam en somberder werd. Op instigatie van haar broer besloot ze in 1981 naar Israël te gaan. Daar overleed zij op 27 januari 1999 in Netanya.

## Galerij

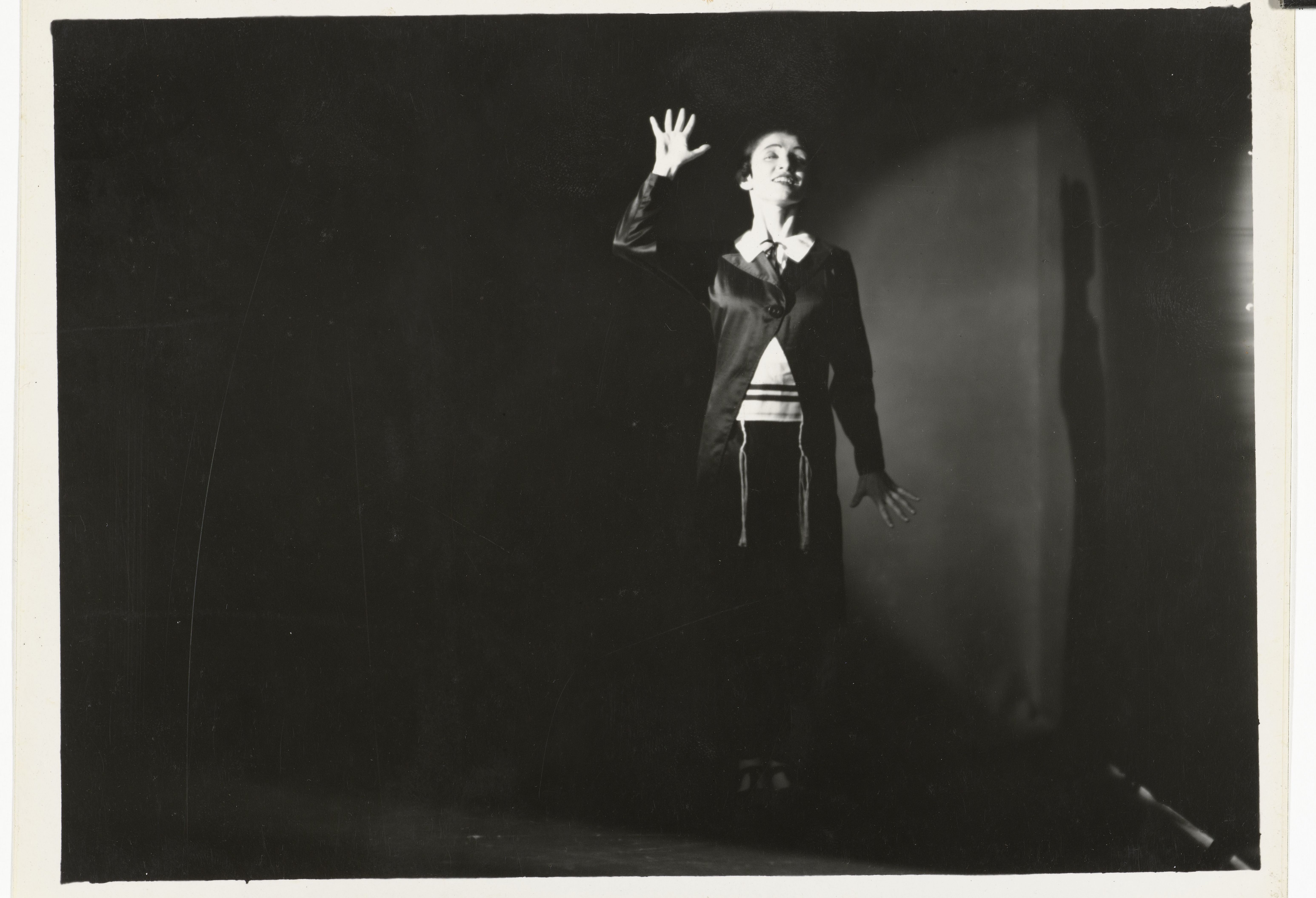
Chaja Goldstein tijdens toneelspel
Chaja Goldstein tijdens toneelspel
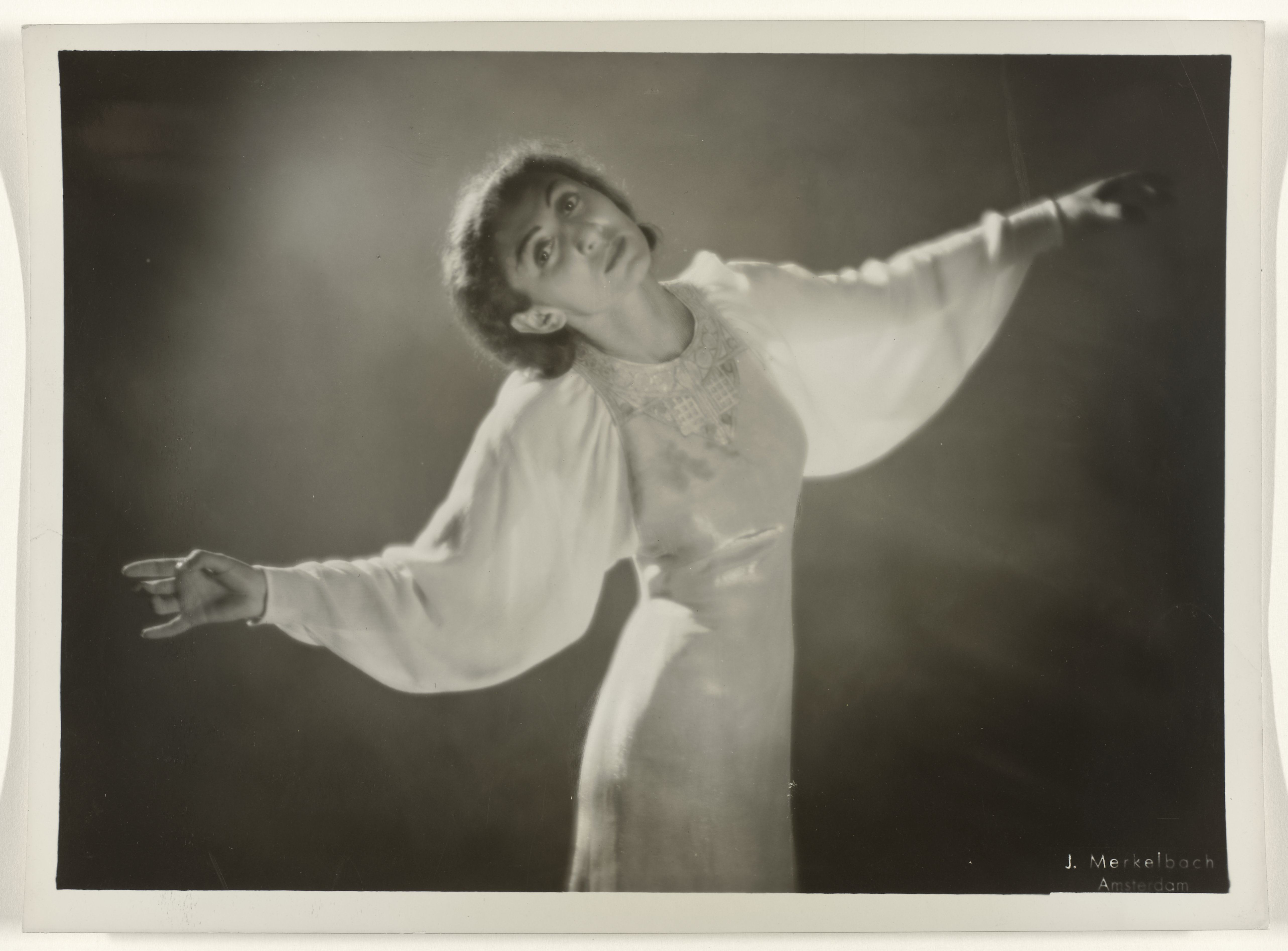
Chaja Goldstein tijdens toneelspel
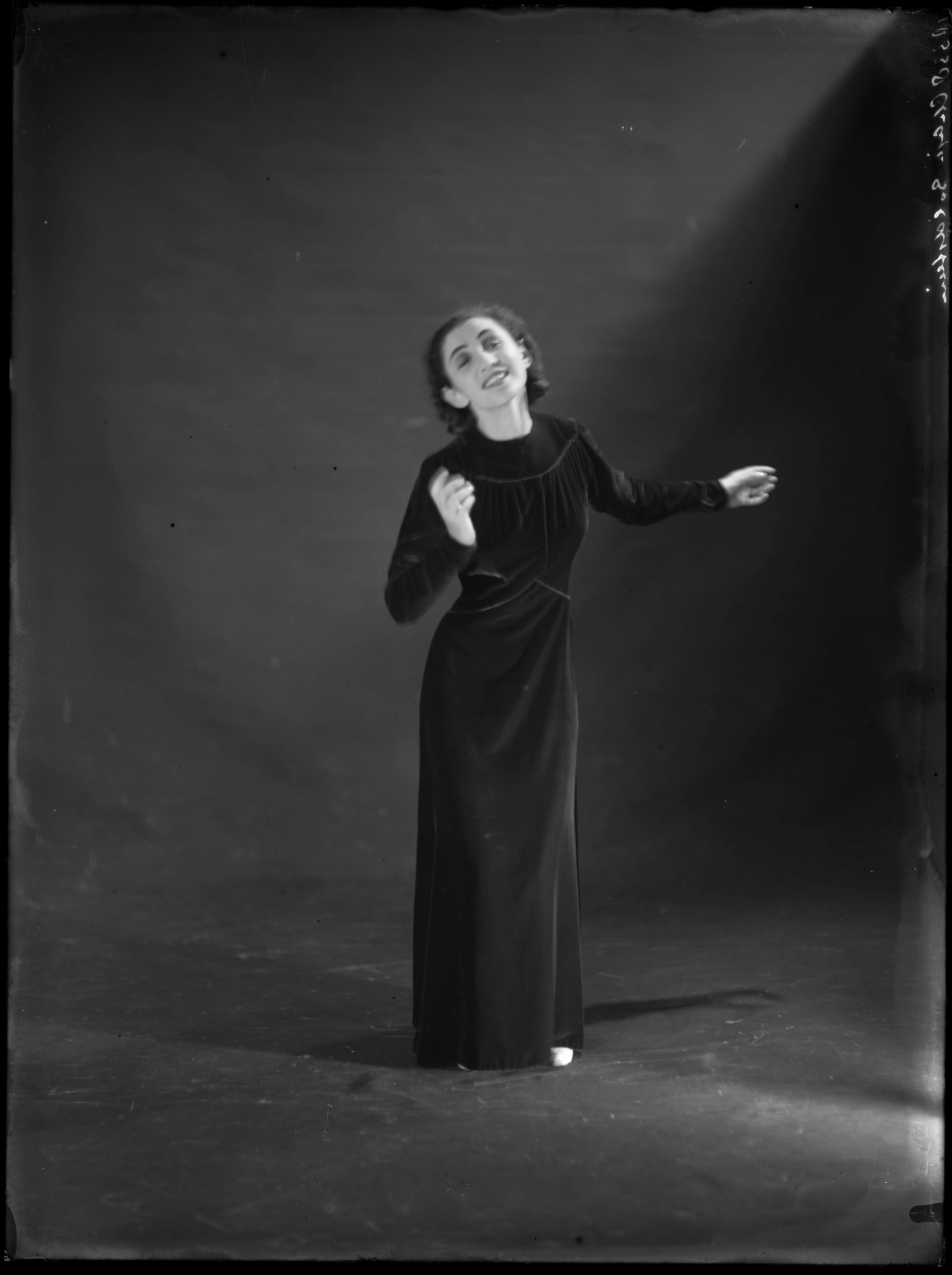
Chaja Goldstein
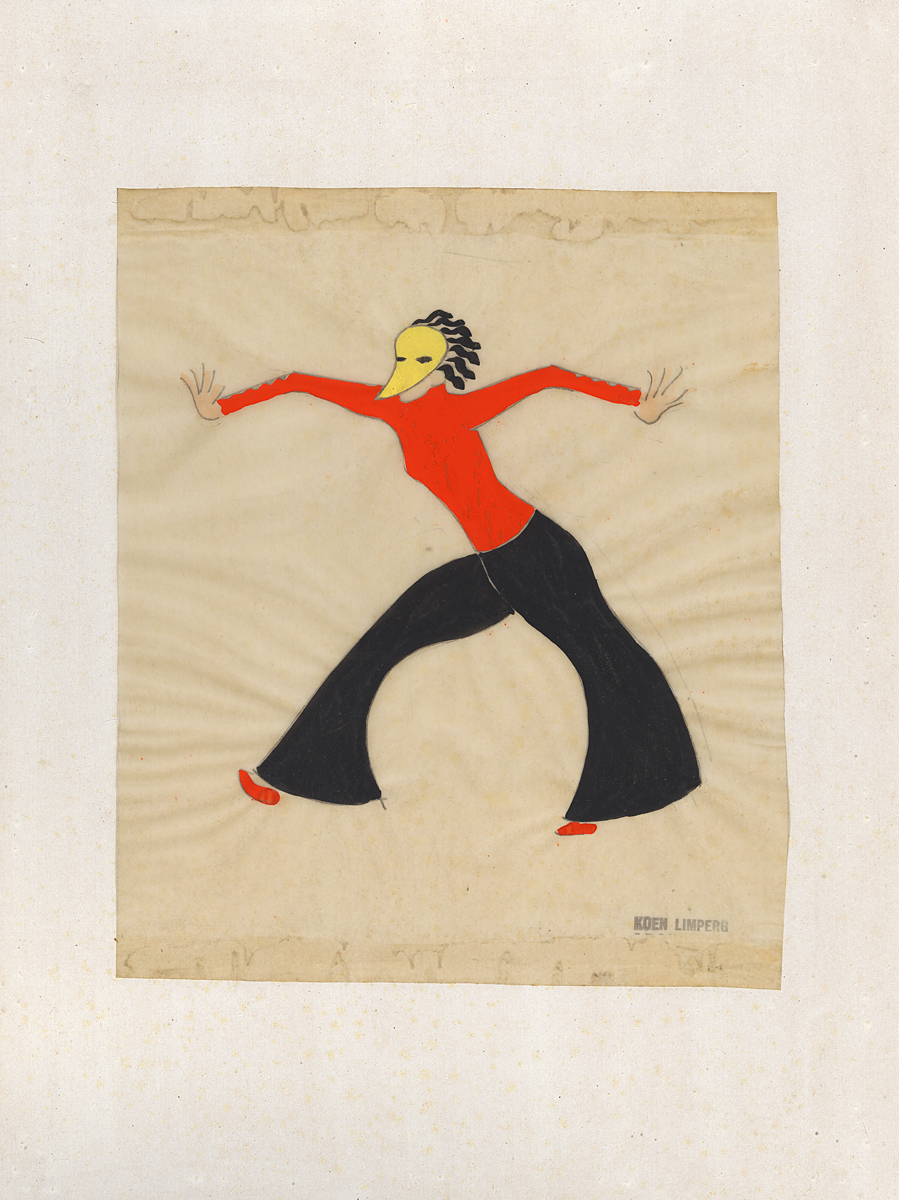
Danskostuum voor Chaja Goldstein (1933)